# Gero (margrave)
Pour les articles homonymes, voir Gero.
Gero Ier (né vers 900 et mort le 20 mai 965), surnommé le Grand (en latin magnus), gouvernait à l’origine une petite marche centrée sur Mersebourg dont il a étendu les limites pour en faire un vaste territoire que l’on a appelé par la suite la marca Geronis. Au milieu du Xe siècle, il était l’incarnation du Drang nach Osten saxon.

## La succession et les premiers conflits
Gero était le fils du comte Thietmar, le tuteur d’Henri Ier l'Oiseleur. Il avait été choisi en 937 par le roi Othon Ier pour succéder à son frère Siegfried en tant que comte et margrave du territoire bordant une région occupées par les Wendes sur le cours inférieur de la Saale. Cette nomination a déplu à Thankmar, le demi-frère du roi et le cousin de Siegfried. Allié avec le duc de Franconie Eberhard et Wichman le Vieux, il s'est révolté contre le roi (938). Thankmar a été tué l’année suivante et ses deux alliés se sont réconciliés avec Othon Ier. Gero a conservé sa marche.
Pendant l’insurrection de ses opposants, Gero a mené une première guerre contre les Slaves en 937-938. Ce fut une défaite pour Gero. Pour entretenir ses troupes, Gero ne pouvait compter sur la production de sa région ni sur les tributs que les Slaves refusaient de payer. En tant que margrave important, Gero disposait de groupes de combattants chevronnés qui constituaient l’élite de ses troupes.

## Les campagnes slaves
En 939, les Obodrites ont attaqué une armée germanique, l'ont mise en déroute et ont tué le margrave qui était à sa tête. Pour le venger, Gero a invité une trentaine de chefs de clan slaves à un banquet au cours duquel ils ont été assassinés, sauf un qui a réussi à s’enfuir. En représailles, les Stodoranie se sont révoltés contre la suzeraineté germanique et ont repoussé les Allemands au-delà de l’Elbe. Gero a renversé rapidement la situation et récupéré le terrain perdu. Par la suite, il a soudoyé Tugumir, un prince slave baptisé, pour que celui-ci trahisse ses sujets en acceptant la suzeraineté germanique. Peu après, les Obodrites et les Wilzes (Wieleci) se sont soumis.
En 954, alors que Gero était absent, les Ukrani se sont révoltés. Gero est revenu accompagné de Conrad le Roux et les a pacifiés.
En 955, quelques comtes saxons qui s’étaient révoltés ont été bannis par Hermann Ier de Saxe. Ils ont trouvé refuge à Swetlastrana, une place forte slave où résidaient les chefs obodrites Nakon et Stoinegin (ou Stojgnev). Hermann a assiégé la cité slave jusqu’à ce qu’un accord ait été trouvé. À la suite d'une dispute, la paix a rapidement été rompue. Les Obodrites, les Wilzes, les Chrepienyani (Czrezpienianie), les Redarii (Redarowie) et les Dolenzi (Dołężanie) se sont unis pour s’opposer à l’arrivée de l’armée à la tête de laquelle on trouvait Gero, le roi et le duc de Souabe Liudolf. Après l’échec des négociations dû à la position très ferme des Allemands, les Slaves ont été écrasés.
Gero a participé aux campagnes militaires saxonnes contre les Slaves (en 957, en 959 et en 960) ainsi qu’aux campagnes militaires contre les Wendes. Il a obligé Mieszko Ier de Pologne à payer un tribut et à reconnaitre la suzeraineté du Saint Empire alors qu’Othon Ierse trouve en Italie (962–963). La Lusace, d’après le chroniqueur Widukind de Corvey, a été soumise au plus grand degré de servitude. Gero a également soumis les Vélètes (Wieleci) et les Milciani (Milczanie). Il a étendu la suzeraineté du Saint Empire à tout le territoire compris entre l’Elbe et le Bóbr, un affluent de l’Oder. Dans cette région, la population autochtone slave a été réduite au servage. Les personnes qui payaient un tribut ont été transformés en paysans payant le cens."

## Les relations avec l’Église et avec sa famille
Gero a fondé un monastère (plus tard reconverti en couvent) à Frose. Gero était très lié à Othon Ier. Othon était le parrain de Siegfried, le fils ainé de Gero, à qui il a offert les villae d’Egeln et de Westeregeln dans le Schwabengau en 941. Il est le fondateur de l'Église Saint-Cyriaque de Gernrode.
De nombreux actes de Gero témoignent de sa dévotion. À la suite de la mort prématurée de son fils Siegfried, il a fait un pèlerinage à Rome en 959. Au nom de Siegfried, il a fondé le couvent roman de Gernrode en 960 et lui a laissé une grande partie de sa fortune après sa mort. À ce moment, son second fils Gero II était déjà mort.

## Décès et division de son territoire

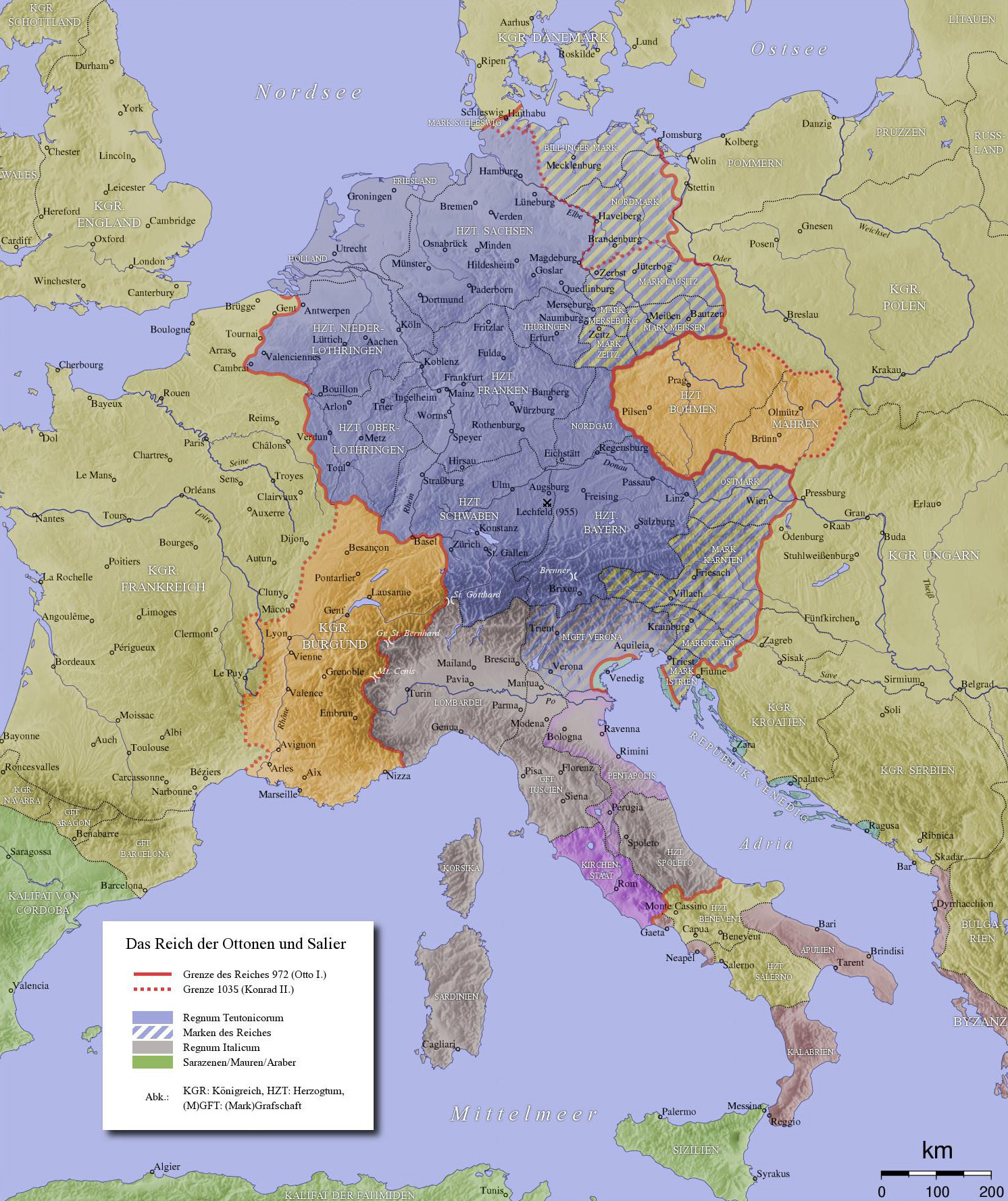
La marca Geronis correspond à la zone hachurée au nord-est de la carte, à l’exception de la Marche des Billung.

À la mort de Gero, sa marche s’étendait jusqu’à la rivière Neisse. Il n’était pas très apprécié par la noblesse saxonne de son époque car il n’était pas issu d’une grande famille et car il était d’une grande droiture morale. Néanmoins, il est loué dans La Chanson des Nibelungen comme le marcgrâve Gêre, bien que certains historiens pensent qu’il n’a jamais porté ce titre officiellement. La tombe de Gero est encore visible aujourd’hui à Gernrode. Une peinture décorative y a été ajoutée vers 1350. Elle montre Gero et un Wende vaincu.
Après sa mort, l’empereur Othon a divisé le territoire conquis au-delà de l'Elbe en six marches : la Marche du Nord va à Dietrich d’Haldensleben qui y avait combattu, au sud de cette dernière du nord de la Thuringe à la Lusace la Marche de l’Est saxonne confiée à Odo Ier. Plus au sud dans les pays slaves entre la basse Saale et l'Elbe, Othon Ier installe Thietmar, neveu de Gero et gendre d'Hermann Billung. Trois petites marches complète le dispositif la Marche de Mersebourg donnée à Gunther  la Marche de Zeitz donnée à Wigger Ier et la  Marche de Misnie donnée à Wigbert. Othon a sans doute divisé la marca Geronis pour satisfaire un maximum de personnes sans se faire d’ennemis.

## Sources
Les sources de base sur la vie de Gero sont les chroniques de Widukind de Corvey et de Dithmar. La plupart des autres sources sont basées sur ces documents.
- Reuter, Timothy. Germany in the Early Middle Ages 800–1056. New York: Longman, 1991.
- Thompson, James Westfall. Feudal Germany, Volume II. New York: Frederick Ungar Publishing Co., 1928.
- Bernhardt, John W. Itinerant Kingship and Royal Monasteries in Early Medieval Germany, c. 936–1075. Cambridge: Cambridge University Press, 1993.
- Leyser, Karl. "Ottonian Government." The English Historical Review, Vol. 96, No. 381. (Oct., 1981), p. 721–753.
- Leyser, Karl. "Henry I and the Beginnings of the Saxon Empire." The English Historical Review, Vol. 83, No. 326. (Jan., 1968), p. 1–32.
- Lang, Henry Joseph. "The Fall of the Monarchy of Mieszko II, Lambert." Speculum, Vol. 49, No. 4. (Oct., 1974), p. 623–639.
- Dvornik, F. "The First Wave of the Drang Nach Osten." Cambridge Historical Journal, Vol. 7, No. 3. (1943), p. 129–145.
- Jakubowska, Bogna. "Salve Me Ex Ore Leonis." Artibus et Historiae, Vol. 12, No. 23. (1991), p. 53–65.
- Howorth, H. H. "The Spread of the Slaves. Part III. The Northern Serbs or Sorabians and the Obodriti." The Journal of the Anthropological Institute of Great Britain and Ireland, Vol. 9. (1880), p. 181–232.
- (de) Otto von Heinemann (de), « Gero (Markgraf der Elbmark) », dans Allgemeine Deutsche Biographie (ADB), vol. 9, Leipzig, Duncker & Humblot, 1879, p. 38
- Helmut Beumann (de): Gero I. In: Lexikon des Mittelalters (de). Band 4: Erzkanzler bis Hiddensee. Artemis, München u. a. 1989,  (ISBN 3-7608-8904-2), Sp. 1349.
- (de) Walter Schlesinger (de), « Gero », dans Neue Deutsche Biographie (NDB), vol. 6, Berlin, Duncker & Humblot, 1964, p. 312–314 (original numérisé).
- Genealogie Mittelalter: Mittelalterliche Genealogie im Deutschen Reich bis zum Ende der Staufer. "Die sächsischen Grafen 919-1024." Schölkopf Ruth.
- Fondation de généalogie médiévale : Meissen.

- (en) Cet article est partiellement ou en totalité issu de l’article de Wikipédia en anglais intitulé « Gero » (voir la liste des auteurs).